# Środowiskowa ocena cyklu życia
Środowiskowa ocena cyklu życia (ang. life cycle assessment, LCA) – ocena cyklu życia. Jest to technika z zakresu procesów zarządczych, mająca na celu ocenę potencjalnych zagrożeń środowiska. Istotą tej metody jest nastawienie nie tylko na ocenę wyniku końcowego danego procesu technologicznego, ale także oszacowanie i ocena konsekwencji całego procesu dla środowiska naturalnego.

## Powstanie
Pierwsze wzmianki o tego typu metodzie pochodzą w prac Harolda Smitha, przedstawionych na Światowej Konferencji Energetycznej w 1969 roku. Oryginalne badania tego uczonego dotyczyły wytwarzania różnych rodzajów energii w wybranych procesach chemicznych. Jedną z pierwszych firm, które zainteresowały się wykorzystaniem tych analiz w praktyce była Coca-Cola, która zleciła przeprowadzenie dalszych badań.

## Rozwój
Kryzys energetyczny z lat siedemdziesiątych XX w. przyczynił się do rozwoju metody LCA i był inspiracją do dalszy badań i analiz opartych na założeniach metody. Stopniowo na skutek prac badawczych i rozwoju metoda zaczęła odbiegać od formy przedstawionej oryginalnie w pracach Harolda Smitha. Do rozwoju metody przyczyniło się także rosnące zainteresowanie problematyką kwaśnych deszczów i efektu cieplarnianego.

## Definicja LCA
Najczęściej spotykaną definicją LCA jest następująca: „LCA jest procesem oceny efektów, jaki dany wyrób wywiera na środowisko podczas całego życia, poprzez wzrost efektywnego zużycia zasobów i zmniejszenie obciążeń środowiska. Ocena wpływu na środowisko może być prowadzona zarówno dla wyrobu, jak i dla jego funkcji. LCA jest traktowana jako „analiza od kołyski do grobu”. Podstawowymi elementami LCA są: (1) zidentyfikowanie i ocena ilościowa obciążeń wprowadzanych do środowiska, tj. zużytych materiałów i energii, oraz emisji i odpadów wprowadzanych do środowiska, (2) ocena potencjalnych wpływów tych obciążeń oraz (3) oszacowanie dostępnych opcji w celu zmniejszenia obciążeń.”

## Zalety metody LCA
- nie jest pomijany jakiegokolwiek etapu istnienia wyrobu
- uwzględnienie najważniejszych ekosystemów i ich elementów umożliwiające pełną ocenę wpływu na środowisko
- metoda ta uwzględnia powstawanie zanieczyszczeń
- szczegółowy opis metody jest zawarty w normach ISO

## Krytyka metody LCA
Istnieją wymierne efekty, które są jednak trudno mierzalne a zatem trudno jest dopasować do nich odpowiednią liczbę (miarę, koszt itp.)